# 馬特奧·馬爾提諾
馬特奧·馬爾提諾（義大利語：Matteo Martino；1987年1月28日—）是一位意大利排球運動員。他現在效力於法國排球聯賽球隊蒙彼利埃排球俱樂部。他也代表意大利國家男子排球隊參賽，參加了2008年奧運會的比賽。